# Óváros tér (Prága)
A mintegy 9000 m²-es Óváros tér (csehül: Staroměstské náměstí?*) Prága óvárosának történelmi központja. Prága legrégebbi és legfontosabb terét különféle építészeti stílusú történelmi épületek veszik körül, például az Óvárosi városháza a világhírű csillagászati órával, a gótikus Týn-templom, a barokk Szent Miklós-templom és a rokokó Kinský-palota. Középen emelkedik a Husz János-emlékmű. A királyi útvonal, a cseh királyok történelmi koronázási útvonala az Óváros téren vezet át. A négyszög alakú tér területe kb. 0,9 ha.

## Története

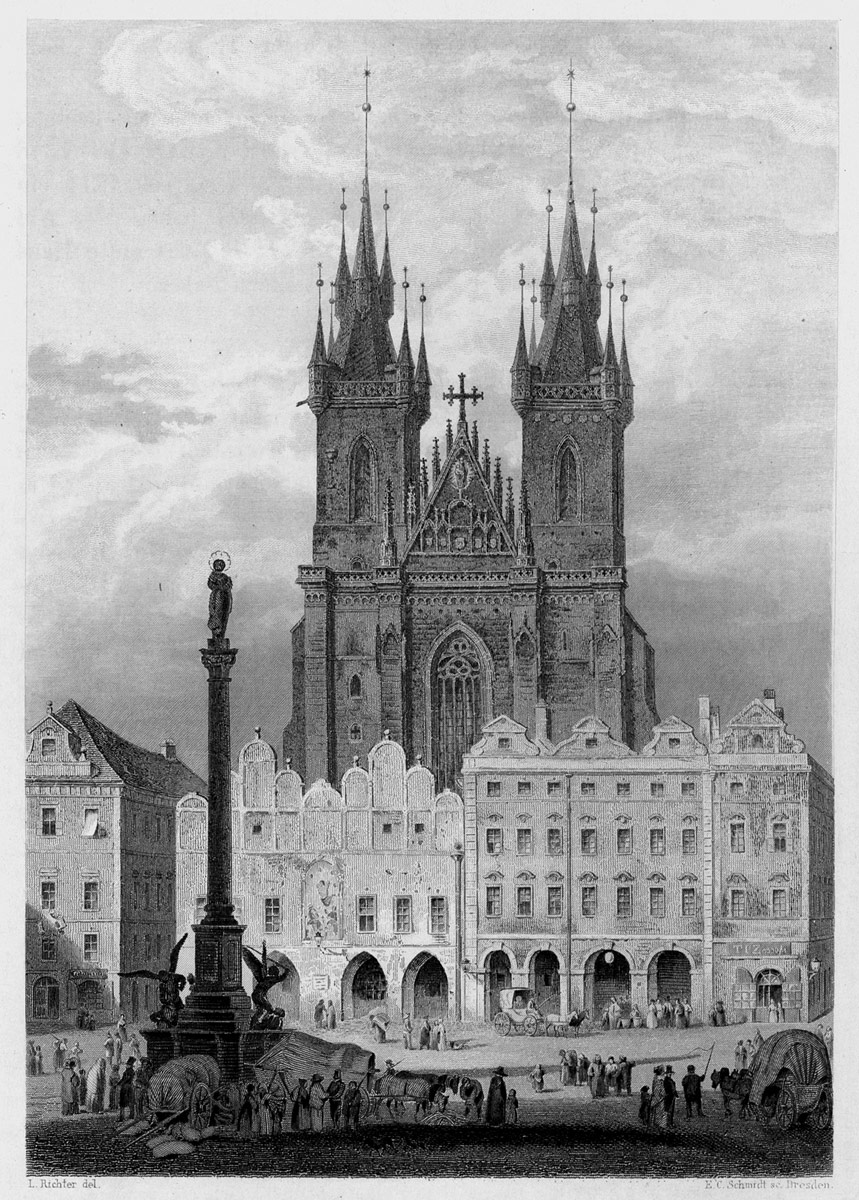
Az Óváros tér a 19. században. Týn-templom, előtte a Mária-oszlop

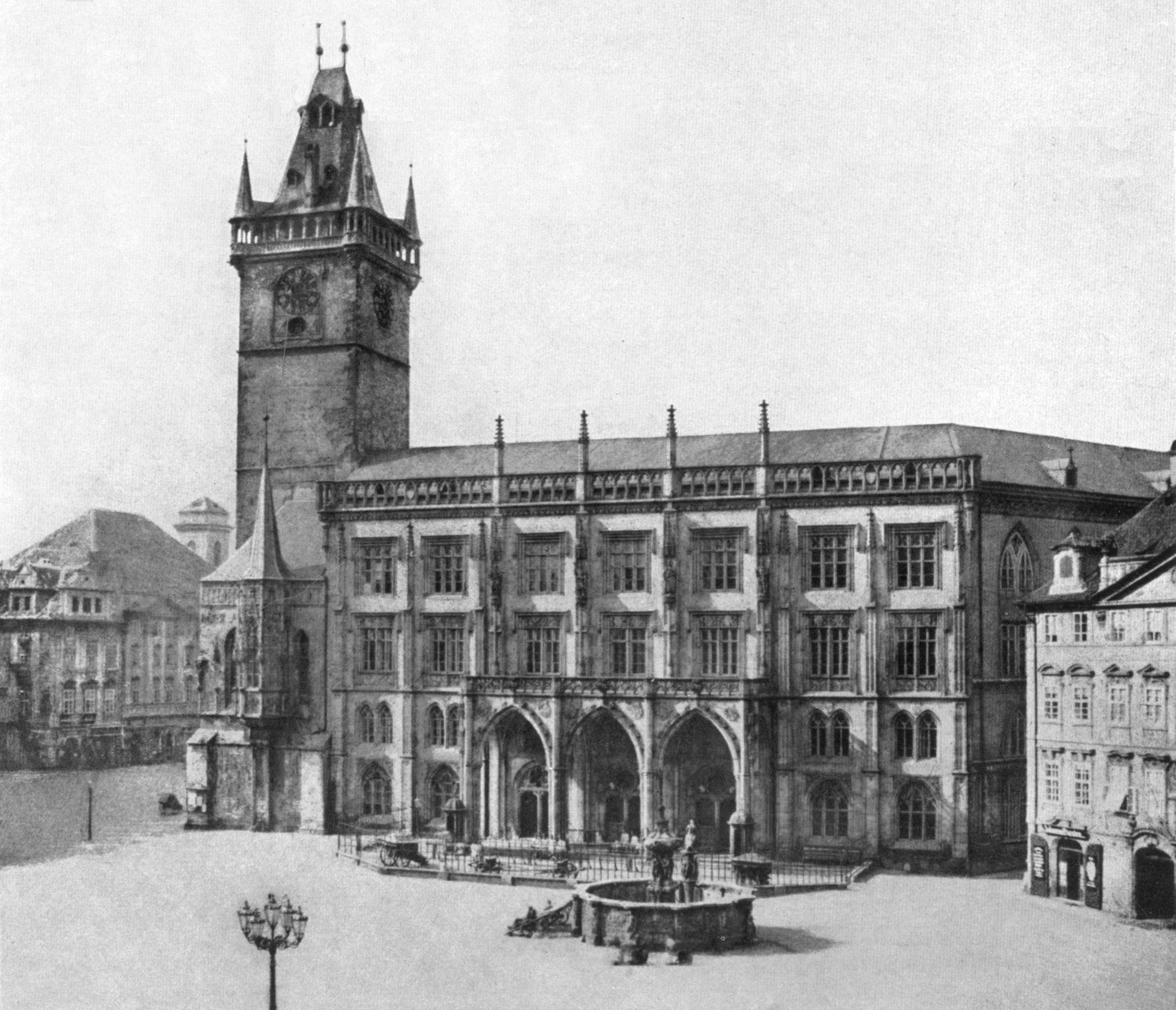
Az Óvárosi városháza keleti oldala a 19. században

Az első kisebb kereskedelmi településeket a Moldva jobb partján, a mai prágai Óváros területén német és zsidó kereskedők, valamint helyi iparosok hozták létre a 10. és 11. században. Ennek egyik legfőbb oka előnyös földrajzi helyzete volt fontos kereskedelmi útvonalak csomópontjában. A mai Károly híd közelében volt a Moldva gázlója. A falvakat két vár védte: a Moldva jobb partján Vyšehrad, a bal parton a prágai vár. Ibrahim Ibn Jakob arab-zsidó kereskedő 965-ös útibeszámolójában Prágát olyan városnak nevezte, amelyben kedvező áron lehet baromfit és gabonát vásárolni, a teherhordó állatairól pedig megfelelően gondoskodtak. A város állítólag kőből és mészből épült, és a szláv nyelvű országok legnagyobb kereskedelmi központja volt. Szőrmék, nyergek, kantárok, pajzsok, de rabszolgák, arany, ezüst és lovak is cseréltek itt gazdát.
Prágai Kozmasz cseh történetíró 1100-ban említi a piacot. A 19. században itt épült meg a fejedelmi Zollhof (Ungelt), amelyben a külföldi kereskedők a cseh uralkodó oltalma alatt jó szállásra és pihenésre találtak, behozott áruik után pedig vámot kellett fizetniük. A Zollhof mellett a 12. században egy kórházat és egy templomot építettek (utóbbi helyén áll ma a Týn-templom.
A település első virágkorát a 12. és 13. században élte. Az új kőből készült Judit híd javította a kapcsolatot a Moldva két partja között, és 1230-ban, I. Vencel király elkezdte a védmű (városfal + árok) építését is. Ugyanebben az évben szabad királyi város rangjára emelte az Óvárost; a későbbi négy önálló prágai város közül a legrégibbet, amely ezután virágzó várossá fejlődött. A Moldva túlpartján a vár (és a Hradzsin) volt az ország politikai központja, az Óváros annak kereskedelmi központjává vált. A város legnagyobb piaca az mai Óváros téren volt. Népessége megnőtt, az élénk kereskedelem jövedelméből egyre újabb épületeket emeltek a nagy piactér környékétől a Moldváig. A piactér eredeti területét az 1230-as években szabta meg I. Vencel, és az nagyjából változatlan maradt a 19. század végéig.
A román és a korai gótikus házak két-három méterrel a mai utcaszint alatt voltak egy fölöttébb árvízveszélyes területen. Ezt már a 13. század végén elkezdték feltölteni. Az utcaszint fokozatosan emelkedett; a román stílusú földszinteket a gótikus házak alagsorává alakították át, tehát a legrégibb építészeti emlékek a házak pincéiben találhatóak.
1338-ban az óváros polgárai János cseh királytól megkapták a jogot, hogy saját városházát építsenek. Ehhez több régebbi ház lebontottak az Óváros téren, majd a telket szomszédos házak megvásárlásával bővítették. Megerősödött a város önkormányzata, és az Óváros tér a város politikai, gazdasági és kulturális központjává fejlődött. Az Óváros jelentősége nagyot nőtt IV. Károly német-római császár idején, amikor Prága a Német-római Birodalom fővárosa lett. Erre emlékeztet a praga caput regni (Prága, a királyság fővárosa) felirat a Kříž-ház reneszánsz ablaka fölött — az épület a 14. század óta a Városháza része.

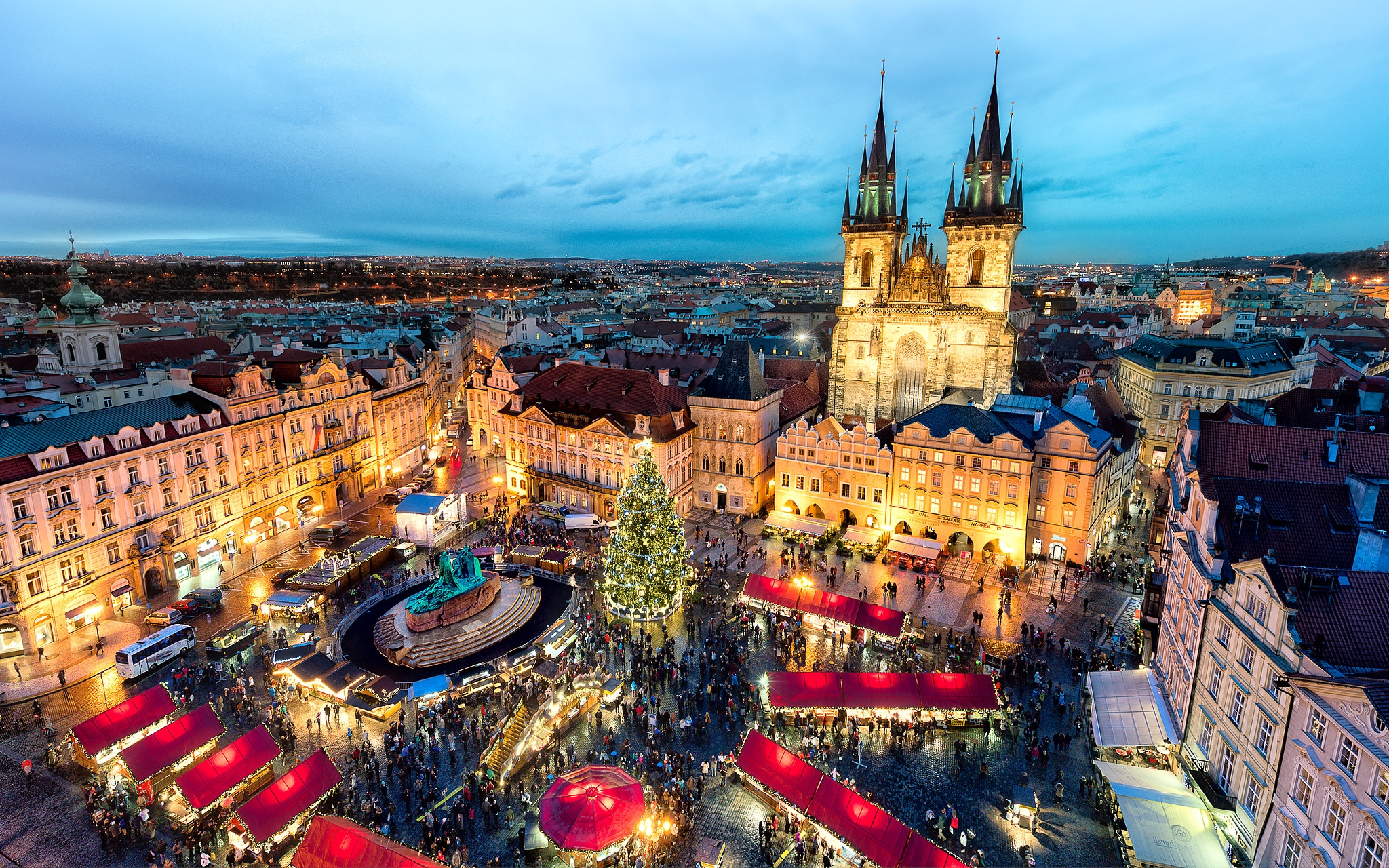
Karácsonyi vásár az Óváros téren (2015)

Prágának először ez a része (a tér és néhány környező utca) kapott közvilágítást 1723-ban: a teret ekkor 330 olajlápás világította meg.
Miután a négy független prágai város 1784-ben egy közigazgatási egységgé egyesült, a prágai városvezetés az Óvárosházára koncentrálódott. Az Óváros tér így az egész város központjává vált. A 19. és 20. század fordulóján a radikális modernizáció, az úgynevezett asszanálás (pražská asanace) nagy hatással volt a város arculatára. A teret északról és nyugatról határoló történelmi házakat lebontották, a modern épületek között kialakították az új  Párisi (Pařížská) utcát, ahonnan közvetlen kilátás nyílt a Moldva túloldalán lévő Letná-hegyre.
Az 1960-as évek óta nem közlekednek villamosok és buszok a téren, ami 1962 óta nemzeti kulturális emlék. Az Óváros tér ma sétálóövezet és turisztikai célpont. Újjáélesztették a karácsonyi és húsvéti vásárokat.

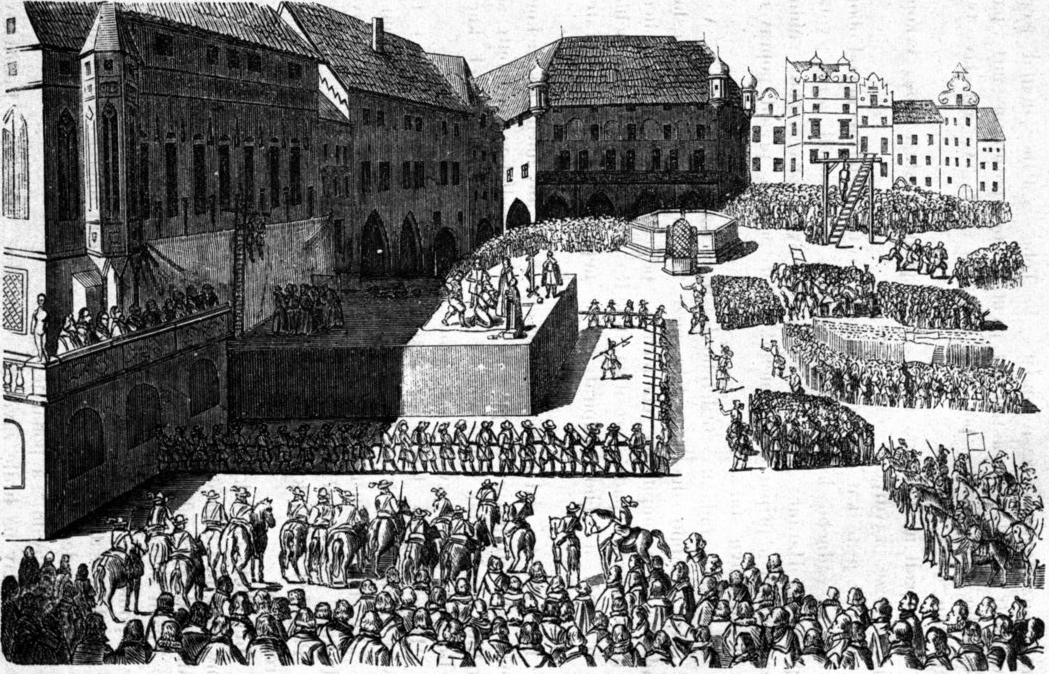
Nyilvános kivégzés 1621. június 21-én

A tér a középkor óta a cseh történelem jelentős eseményeinek színtere:
- A 14. században cseh reformprédikátorok és a husziták elődjei, Jan Milíč z Kroměříže, Konrad von Waldhausen és Matthias von Janov az Óváros téri Szent Miklós-templomban prédikáltak.
- A 15. században az Óváros volt a huszita mozgalom központja Prágában. A huszita rendek fontos tanácskozásaira az Óvárosházán került sor. A Týn-templom volt a kelyhesek fő temploma; itt székelt Jan Rokycana prágai huszita érsek.
- 1422. március 9-én a városháza udvarán végezték ki Jan Želivskýt, a radikális husziták vezetőjét.
- 1458. február 27-én itt választották meg I. György cseh királyt.
- 1621. június 21-én a Habsburgok elleni cseh felkelés 27 vezetőjét az Óvárosháza előtt fejezték le nyilvánosan. Erre emlékeztet a földben található emlékmű 27 kereszttel.[6]
- 1918 októberében Csehszlovákia függetlenségét követelő tüntetésekre került sor.
- 1945 májusában az Óváros tér volt a német megszállás elleni prágai felkelés központja. A városháza súlyosan megsérült a harcokban.[7]

## Nevezetes épületek

### Óvárosi városháza a csillagászati órával

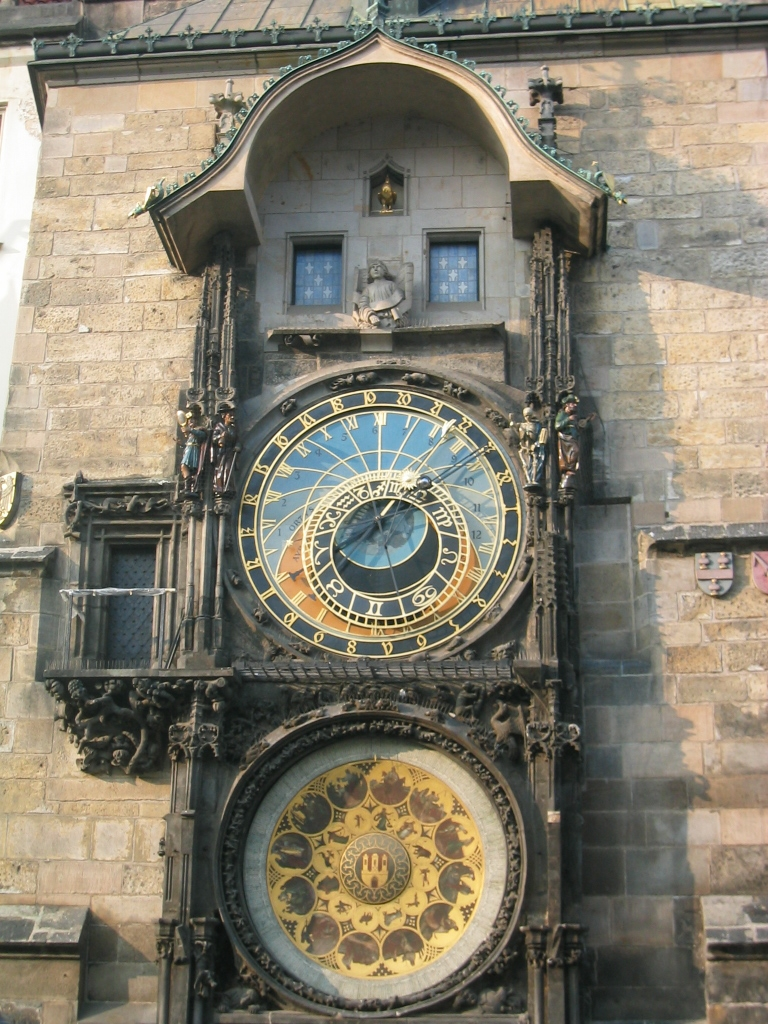
Csillagászati óra a városházán

Az Óváros tér délnyugati sarkán található az Óvárosi városháza (Staroměstská radnice) a 70 méter magas tornyával. Az 1410-ből származó csillagászati óra (Staroměstský orloj) Prága egyik legnagyobb turisztikai látványossága. Mellette a gótikus kápolna is figyelemre méltó. A neogótikus északi szárnyat a súlyos tűzkárok miatt a második világháború után le kellett bontani. Helyén ma egy kis park található, az 1945-ös prágai felkelésben elesettek számára állított emlékművel.
A városháza tornyában található kilátóból csodálatos kilátás nyílik az óvárosra.
A városházától nem messze ágazik ki a térből a Melantrich utca (Melantrichová ulice).

### A perchez
A régi városháza mellett álló épület A  perchez (U Minuty). Prága egyik leggyönyörűbb reneszánsz épülete. A homlokzat sgraffito díszítése különlegesen szép.

### Ház a Fehér Egyszarvúhoz

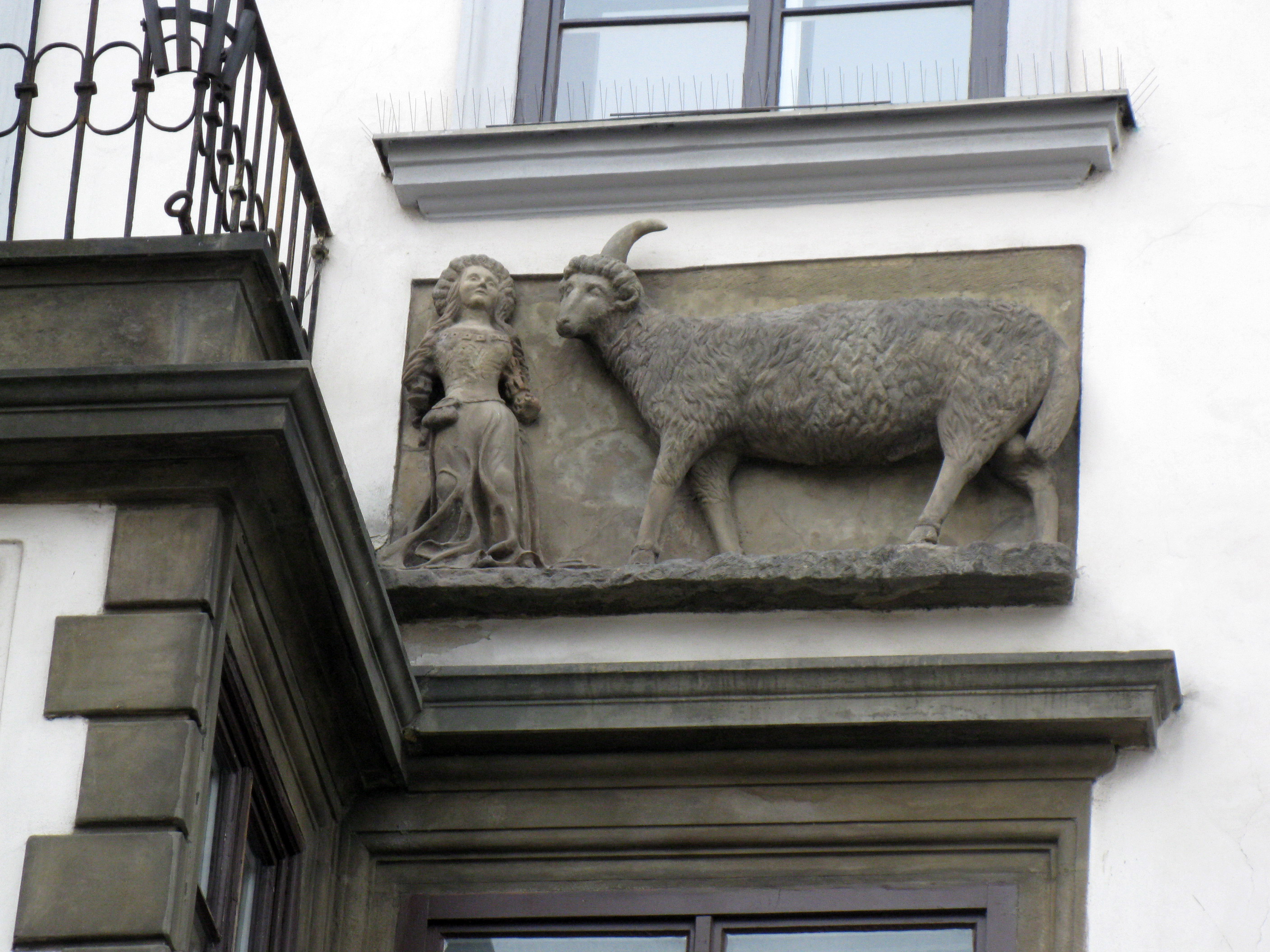
Ház a Fehér Orrszarvúhoz

A déli oldalon (551/17.), a Celetná utca torkolatánál található a Fehér Egyszarvúhoz (U Bílého jednorožce) nevet viselő ház, amely nevét a 16. századból származó, egyszarvú bárányt ábrázoló domborműről kapta — korábban a Kőbárány háznak (U Kamenného beránka) is hívták. A 19. században itt volt a címerállatról elnevezett Gyógyszertár a Fehér Egyszarvúhoz . Állítólag ez Prága egyik legrégibb háza; az alagsorban még megtalálhatók az eredeti, román stílusú épület falmaradványai és egy gótikus boltozat. A ház kapuja feltűnően szép reneszánsz munka.
A 20. század elején a ház a Berta és Max Fanta házaspáré volt. Max Fanta gyógyszerész itt találta fel a róla elnevezett mozsarat. Berta irodalmi szalont vezetett az első emeleten, ahol számos ismert prágai értelmiségi megfordult. A látogatók között volt Franz Kafka, Samuel Hugo Bergmann, Franz Werfel és Max Brod. Egy alkalommal ellátogatott ide Rudolf Steiner, az antropozófia megalkotója is. A vendégek között volt Albert Einstein, aki 1911-ben és 1912-ben elméleti fizikát tanított a Prágai Egyetemen; mellszobrát a ház bejárata mellett helyezték el.

### Týn-templom
A Týn előtti Boldogasszony gótikus templom (Kostel Panny Marie před Týnem; ) egy háromhajós gótikus templom. Két 80 méter magas tornyával a főváros egyik nevezetessége. A 15. században a Týn-templom a huszita mozgalom fő temploma volt, ahol Jan Rokycana huszita érsek prédikált. Ma a római katolikus egyházhoz tartozik. A templom előtt két, ugyancsak gótikus stílusú épület áll:
- a Týn-iskola és
- a Fehér Orrszarvú-ház.

A térről a templomhoz a két ház közötti szűk átjárón juthatunk el.

### Týn-iskola (Teynschule)

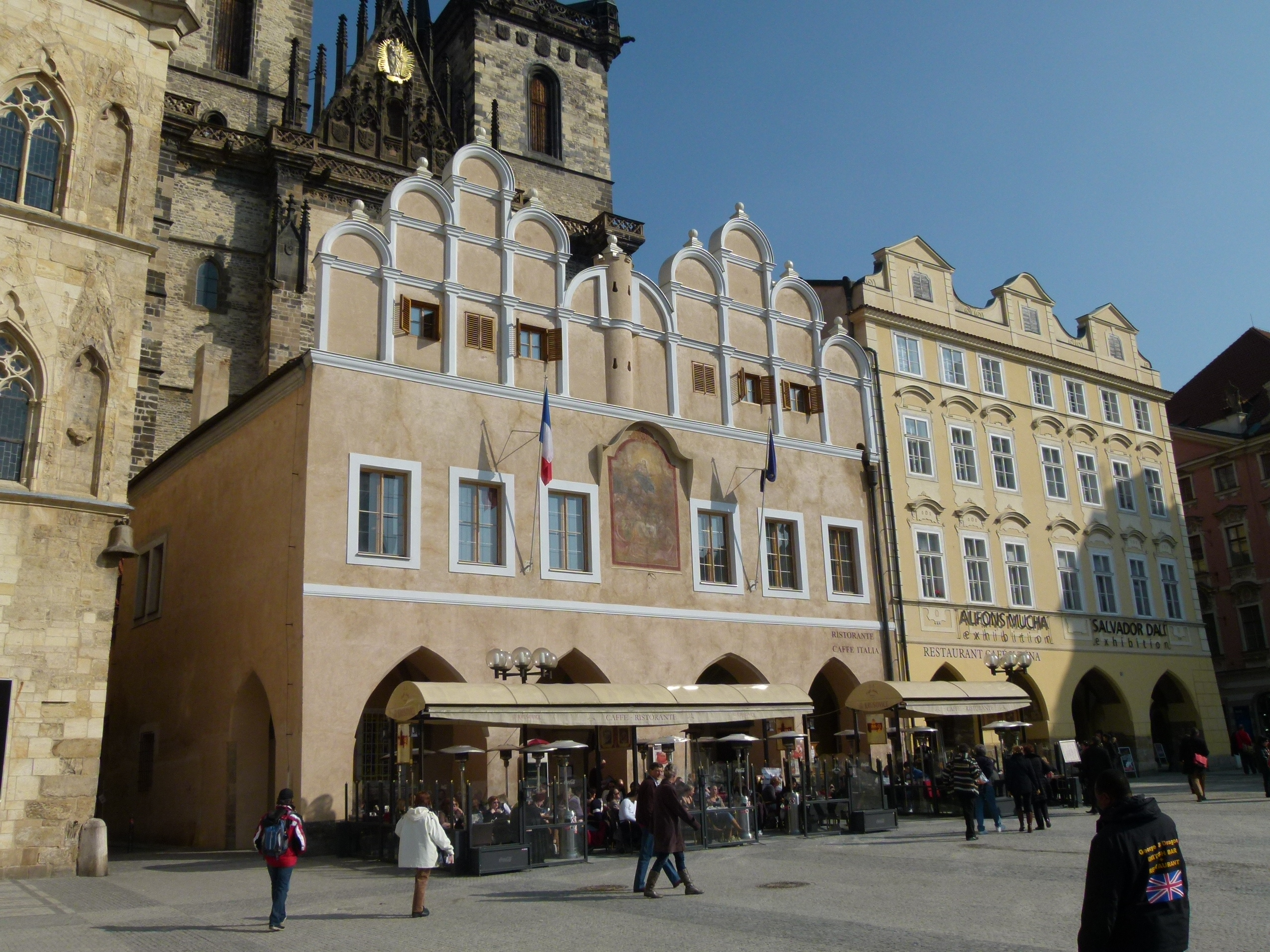
Teynschule

Az egykori Týn-iskola (Týnská škola) épülete (604/14.) a Týn-templom főbejáratánál áll. Az eredetileg a 14. században épült gótikus épületet a 16. században reneszánsz stílusban átépítették; ekkor alakították ki érdekes pártázatát.
A ház homlokzatát barokk freskó díszíti, amely Mária mennybemenetelét ábrázolja. A 19. századig egy latin iskola működött be, amelyben Matěj Rejsek (Matthias Rejsek) cseh építőmester rektorként és tanárként is dolgozott.

### Goltz–Kinský-palota

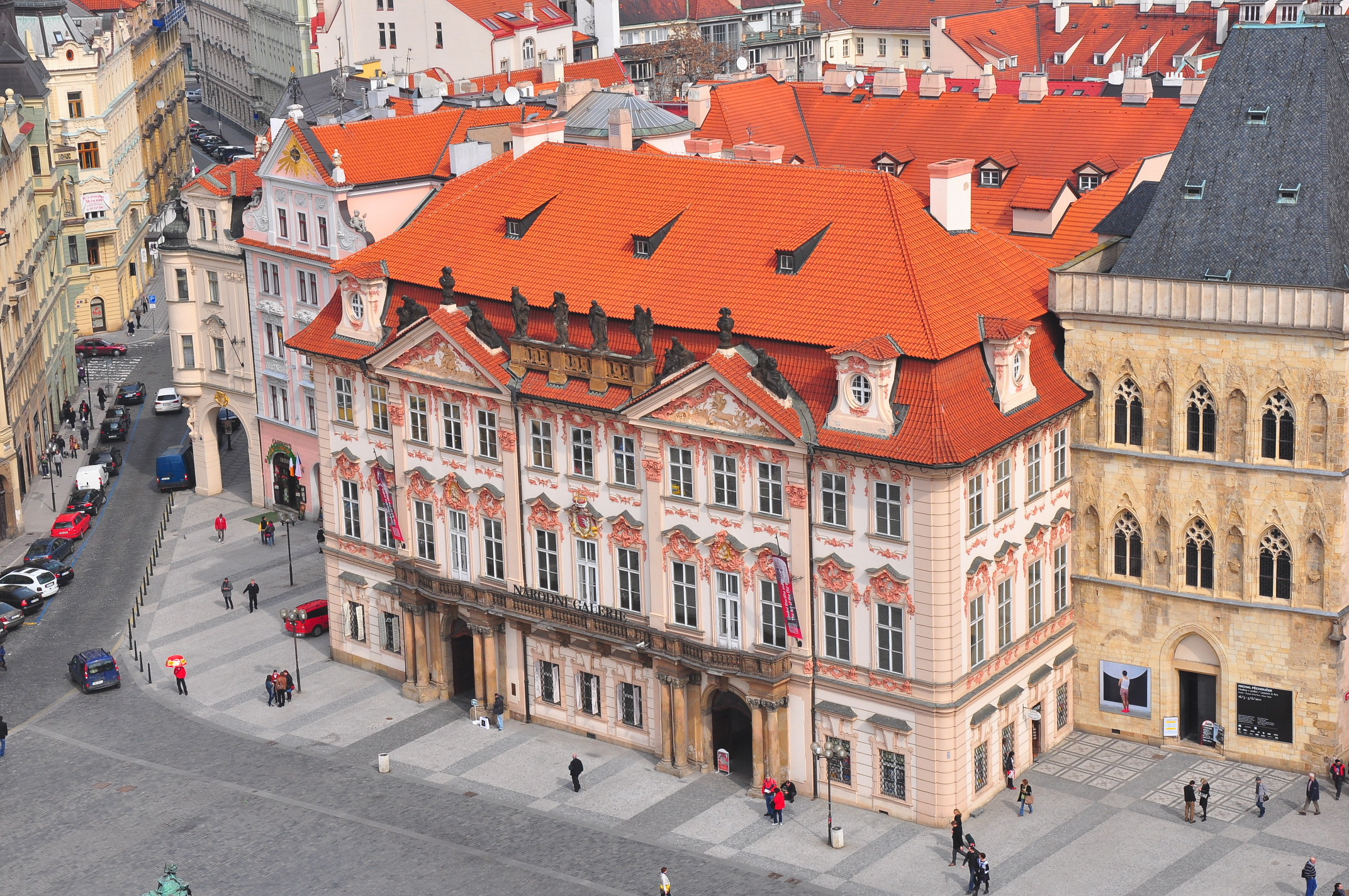
Kinský-palota, mellette jobb oldalon a Ház a kőharanghoz

A tér keleti oldalán (606/12.) emelkedik a rokokó stílusban épült (Goltz-)Kinský-palota (Palác Goltz-Kinských vagy Palác Kinských), amelyet Kilian Ignaz Dientzenhofer tervei alapján  Anselmo Lurago épített fel 1755–1765-ben. A 19. században német nyelvű gimnázium működött benne, amelynek tanulója volt többek között Franz Kafka és Max Brod is. A ház ma a Prágai Nemzeti Galéria (Národní galerie v Praze) tulajdona és művészeti kiállításokat tartanak benne. Itt található az értékes Kinský Könyvtár, valamint a Nemzeti Galéria igazgatása és grafikai gyűjteménye.

### Kőharangos ház
A Kinský-palotától jobbra áll a Ház a kőharanghoz (Dům U kamenného zvonu); sokan ezt tartják az Óváros legszebb épületének.
A gótikus stílusban épült házat a 17. században barokk jellegűvé alakították, egyebek közt a homlokzat teljes átépítésével. A 18. században fényűző városi rezidenciának rendezték be, ez lehetett Přemysl Erzsébet cseh királyné és János cseh király, a leendő IV. Károly német-római császár szüleinek ideiglenes székhelye. Föltehető, hogy maga Károly is itt született. Az 1975–1988 közötti átfogó rekonstrukcióval nagyrészt helyreállították eredeti gótikus formáját. Ekkor tárták fel freskókkal díszített kápolnáját is.
A homlokzatot díszítő kőharangok annak aza eseménynek állítanak emléket, hogy 1310-ben egy bonyolult hatalmi helyzetben Luxemburgi János választott király hívei a harangszóra nyitották ki a város kapuit, hogy a király belovagolhasson kíséretével és elfoglalhassa trónját. (A harangot Erzsébetet királyné káplánja húzta meg.) Valószínűsítik, hogy 1333-ban itt szállt meg IV. Károly, amikor Franciaországból és Olaszországbó hazatérve üresen találta a prágai várat.
Ma ez Prága egyik legértékesebb gótikus műemléke. 1988 óta a Prágai Nemzeti Galériához tartozik, művészeti kiállításoknak és koncerteknek ad otthont. A homlokzatot díszítő kőharang másolat.

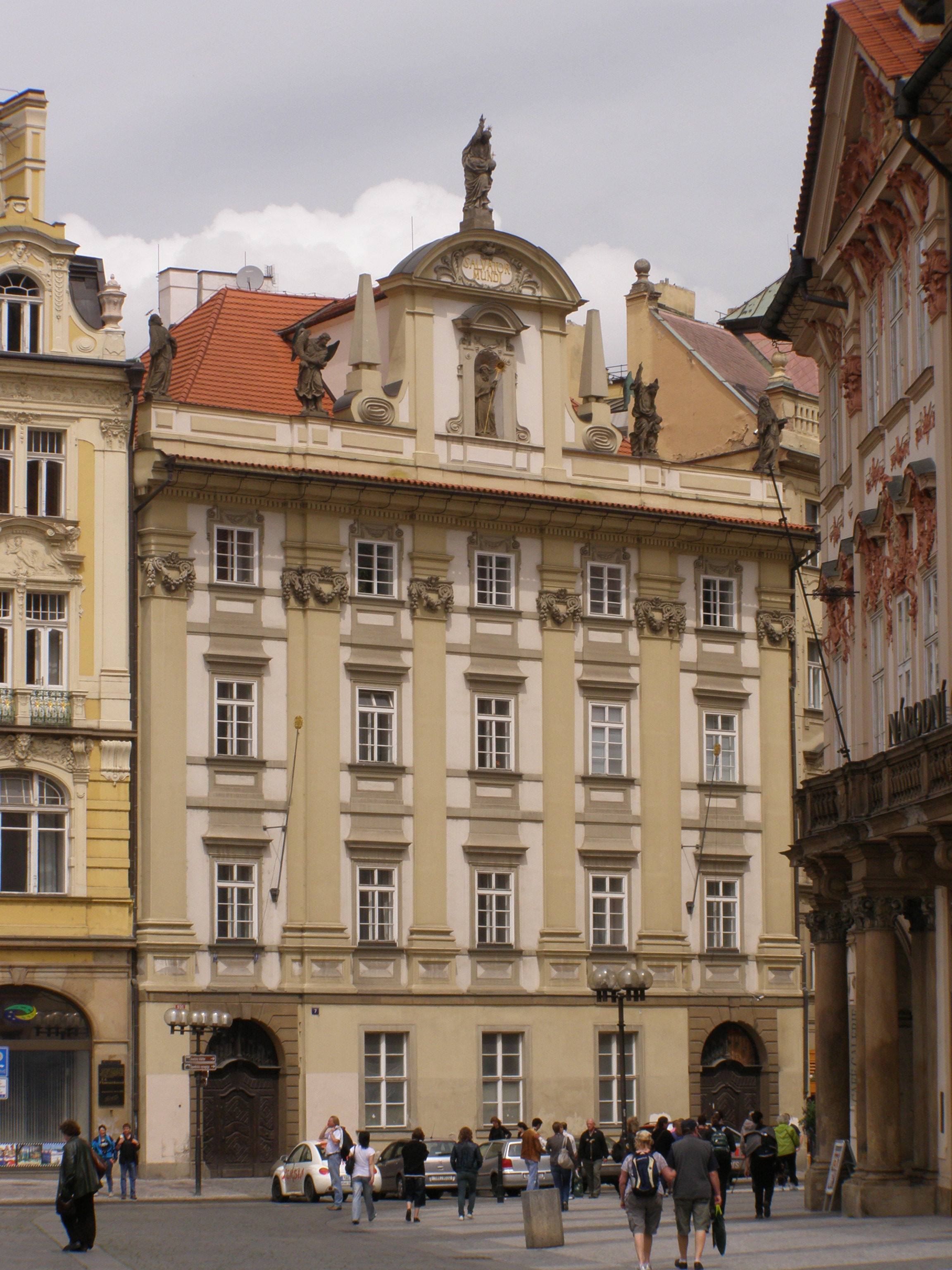
A volt pálos kolostor utolsó megmaradt épülete

### A volt pálos kolostor
A Szent Szalvátor-templom mellett épült egykori pálos kolostorból (Klášter paulánů) csak egy ház (930/7.) maradt meg a tér északkeleti sarkán, a Dlouhá utcában, mert a többit a 19. és 20. század fordulóján lebontották. A német evangélikusok által épített Szent Szalvátor-templomot a fehérhegyi csatában a katolikusoktól elszenvedett vereség után lefoglalták, és 1626-ban átadták a pálosoknak. Megvásárolták a szomszédos házakat is, és a templom mellett 1684-ben nagy, kora barokk kolostort emeltek a tér felé néző homlokzattal. A ma is őrzött ház attikáját Mathias Wenzel Jäckel szobrászművész 1696-ban készült szobrai díszítik. A tetején áll a szent Megváltó szobra, alul egy fülkében pedig az olasz rend alapítójáé, Paolai Szent Ferencé. Figyelemre méltó az épület pártázata.
A jozefinista reformok részeként a kolostort 1784-ben elvették az egyháztól, és átadták a városnak. Ma a Szent Szalvátor-templom a Cseh Testvérek Evangélikus Egyházáé.

### Volt Biztosító Intézet
A pálos kolostor maradéka mellett álló szecessziós épületet (931/6.) 1900-ban, három öreg barokk ház helyén építtette székházául a Prágai Városi Biztosítóintézet. Itt volt a rendszerváltás előtt a csehszlovák belkereskedelmi minisztérium.

### Szent Miklós-templom
A tér és a Párizsi utca (Pařižská třida) sarkán álló barokk Szent Miklós-templom (Kostel svatého Mikuláše) művészettörténeti szempontból kevésbé fontos, mint a Kisoldal azonos nevű temploma, de az óváros képének egyik meghatározója. 1732 és 1735 között épült Kiliam Ignaz Dientzenhofertervei alapján; szobrait Antonín Brun faragta. Története eseménydús: többször cserélt gazdát és rendeltetést. Volt az óváros plébániatemploma, a huszita reformáció központja, evangélikus templom, bencés kolostortemplom, de használták raktárnak és koncertteremnek is. Közvetlenül az első világháború előtt az orosz ortodox egyházé volt, ma a csehszlovák huszita egyházé.

### U Mašínů
A Szent Miklós-templom mellett (Staroměstské náměstí 5.) áll az U Mašínů (A Gépezethez) címzett vendéglő.
Ezen a helyen az első épületet 1224-ben emelték. Mai, szecessziós alakját 1895-ben nyerte el. Sokáig itt volt prága postahivatala. Az 1990-es évek elején alakították át vendéglátó hellyé. Az ezredfordulón az alacsony, hullámmintás mennyezet alatt piros abroszokkal takart sötétbarna asztalok álltak. A vendégek hosszú, fehértámlás székeken foglalhattak helyet. Napközben egy kereskedelmi rádióadó muzsikája szórakoztatta a betérőket — cseh esztrád és nyugati popzene. Az étlapont többféle hagyományos cseh étel, illetve helyi specialitás szerepelt:
- hagymaleves sajttal és pirítóssal,

- U Mašínů gulaš — diszkréten fűszerezett húsdarabok ízletes, barna szószban, knédlivel stb.

Érdekes fogások:
- brokkolis bifsztek,

- prágai palacsinta (gyümölccsel, jéggel, csokoládéval és tejszínhabbal).

Sörök:
- Budvar (csapolt),

- Budvar strong (üveges, ⅓ l).

Hideg téli napokon grogot is rendelhetünk.

### II. Rudolf étterem
Az U Mašínů mellett.

## Emlékművek

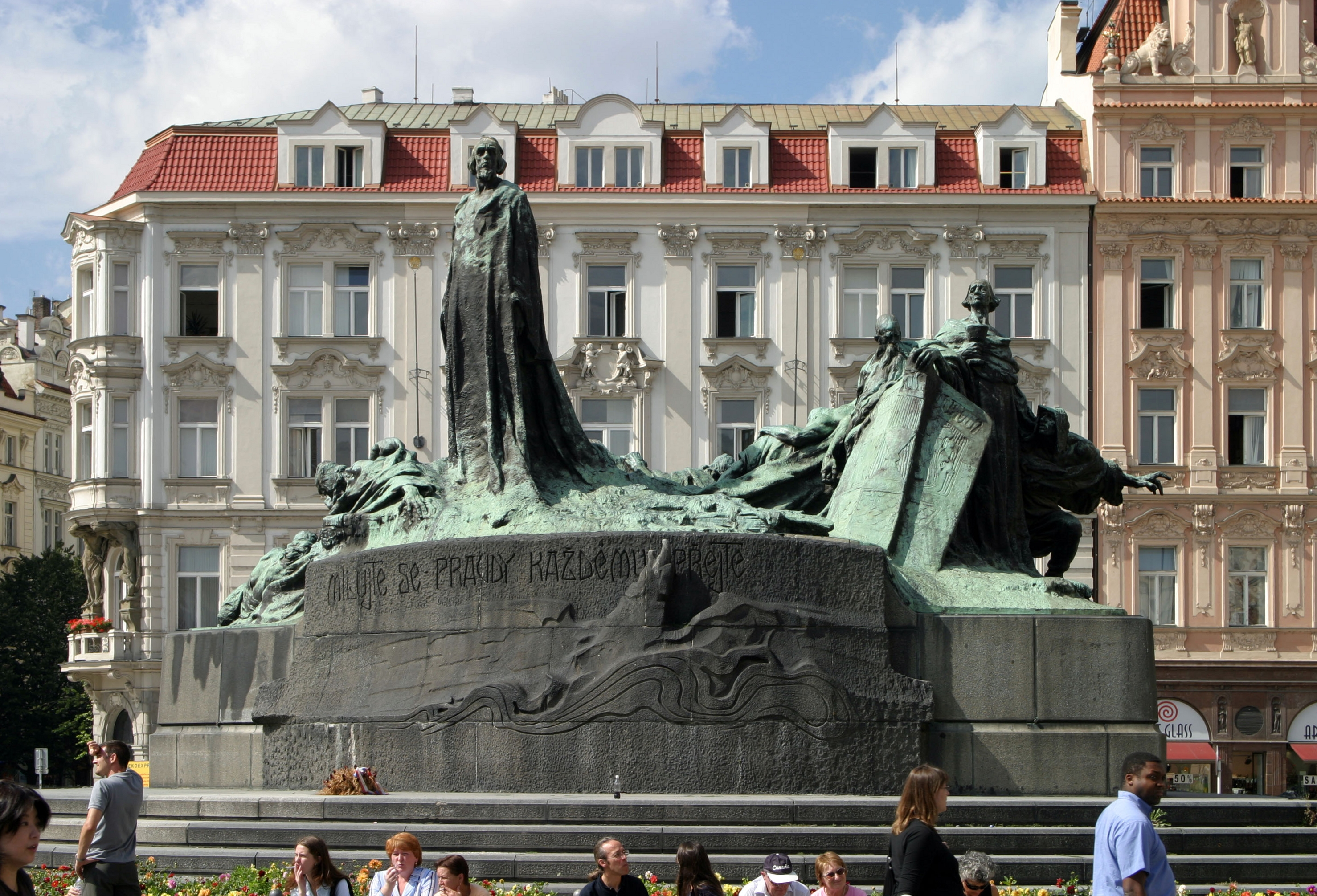
Husz János-emlékmű

### Husz János-emlékmű
Husz János cseh reformátor (Pomník mistra Jana Husa) bronz emlékműve a tér közepén áll. 1915-ben, Husz megégetésének 500. évfordulója alkalmából leplezték le. Ladislav Šaloun műve a cseh szobrászművészet egyik legfontosabb szecessziós alkotása.

### Mária-oszlop
1918-ig a Týn-templom előtt egy 14 méter magas Mária-oszlop (Mariánský sloup) állt. III. Ferdinánd császár utasítására emelték nem sokkal a harmincéves háború befejezése után köszönetképpen, hogy megmentették Prága óvárosát a protestáns svéd csapatoktól.
Az oszlop egyúttal gnómonként is szolgált.
1918. november 3-án, néhány nappal a független Csehszlovákia kikiáltása után a tüntetők lerombolták a fehér-hegyi vereség és a Habsburg-fennhatóság jelképének tartott szobrot. 2020. január 23-án a prágai városi tanács megszavazta a Mária-oszlop újjáépítését. 2020 júniusában az oszlop másolatát ismét felállították az Óváros téren, odáig egykori helyét színes kockakövek jelezték.

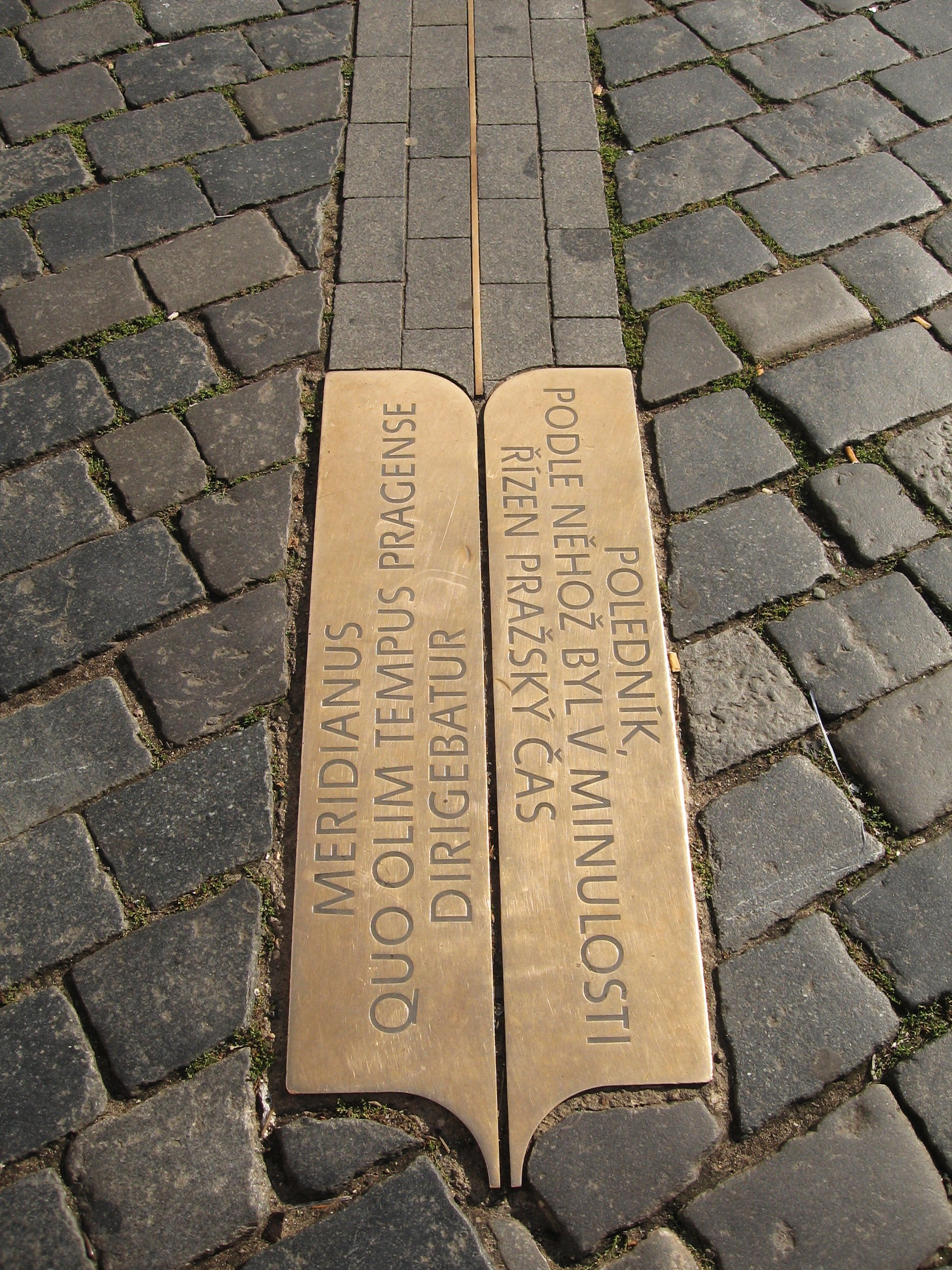
Prágai meridián

### Prágai meridián
A prágai meridián (pražský poledník) az Óváros téren húzódik, a díszburkolat kövei között egy bronz csík és plakett jelzi a nyomvonalát. Greenwich-től keletre a 14° 25'17″ koordinátákon fekszik, a Husz János-emlékmű közelében. A meridiánt 1652 óta használják arra, hogy megbízhatóan jelezzék, mikor van a Nap a zenitjén, azaz mikor van dél. Ehhez elég megfigyelni, hogy mikor esik egybe a meridián a Mária-oszlop árnyékával. A prágai meridián és a prágai Klementinum által használt pontosabb napórák összehasonlítása csupán 1 másodperces eltérést mutatott.
A meridián menetének jelzésére az 1990-es években latin és cseh feliratokkal ellátott bronz csíkot illesztettek a járdába. A felirat így hangzik: "POLEDNÍK, NODHOŽ BYL V MINULOSTI ŘÍZEN PRAŽSKÝ ČAS / MERIDIANUS QUO OLIM TEMPUS PRAGENSE DIRIGEBATUR".

### Az 1621. évi kivégzések emlékműve

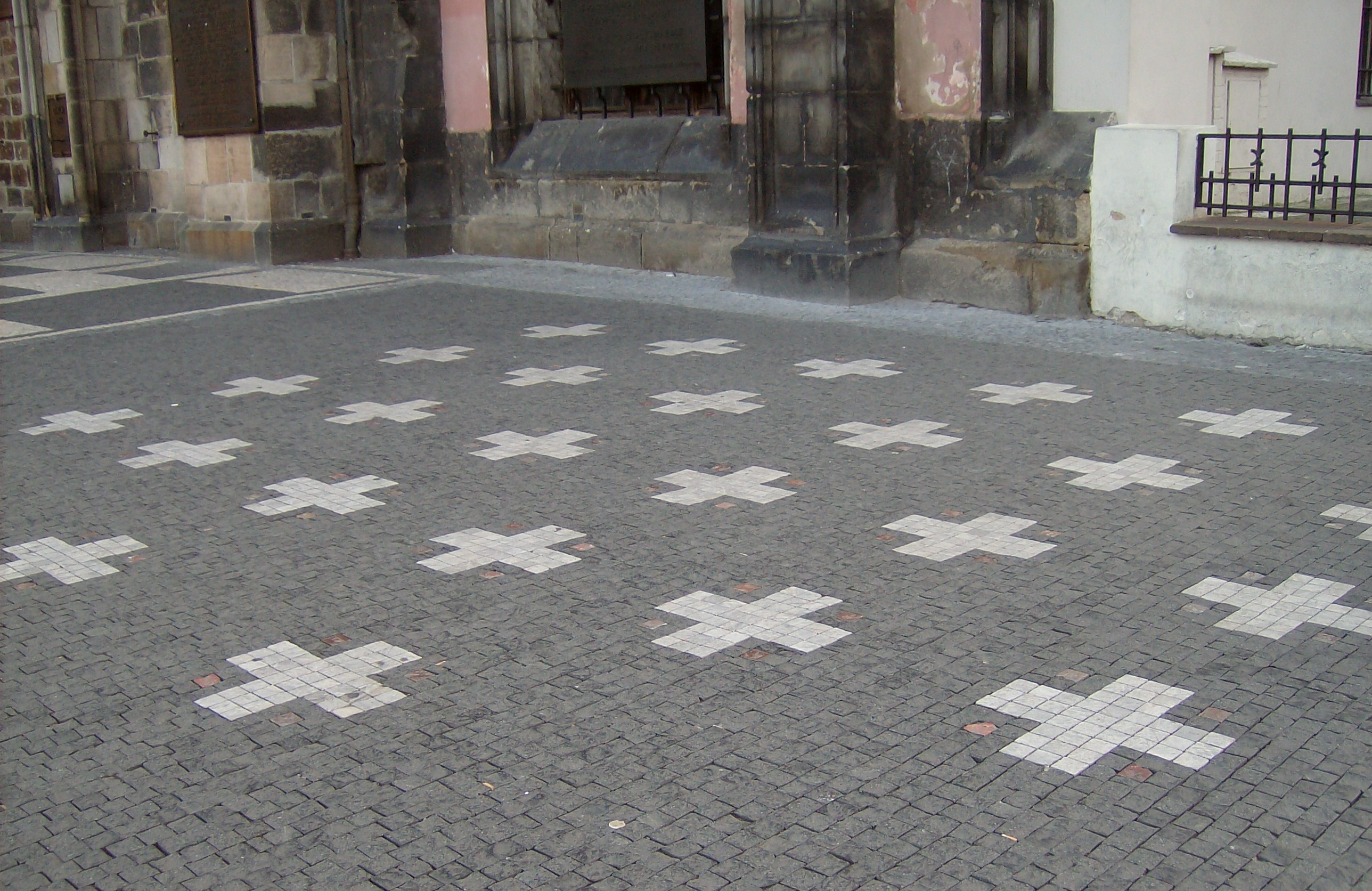
27 kereszt emlékeztet a kivégzések 27 áldozatára

Az Óvárosi városháza előtti földben 27 kereszt található, illetve keresztezett kardok töviskoszorúval és az 1621. június 21. dátummal. Ez az emlékmű azon a helyen található, ahol évszázadokkal ezelőtt a Habsburgok elleni felkelés 27 cseh vezetőjét nyilvánosan kivégezték. A mellette lévő városháza falán bronz táblán olvashatóak az áldozatok nevei. A kivégzések a lakosság elrettentésére szolgálták. Több ezer néző előtt zajlottak 4 óra hosszan. II. Ferdinánd király utasítására a levágott fejek közül tizenkettőt felakasztottak a Károly híd gótikus tornyára, a kivégzettek holttestének egy részét feldarabolták és megfélemlítés céljából nyilvánosan kiállították Prága különböző pontjain.

## Fordítás
- Ez a szócikk részben vagy egészben  az   Altstädter Ring című német Wikipédia-szócikk ezen változatának fordításán alapul.  Az eredeti cikk szerkesztőit annak laptörténete sorolja fel. Ez a jelzés csupán a megfogalmazás eredetét és a szerzői jogokat jelzi, nem szolgál a cikkben szereplő információk forrásmegjelöléseként.